# Eustrotia megalena
Eustrotia megalena là một loài bướm đêm trong họ Noctuidae.